# پیام واگشت
پیام واگشت یا واگشت پیامی خودکار از سامانه ایمیل است که فرستنده را از عدم تحویل (یا مشکلات دیگر تحویل) پیام پیشین می آگاهاند.

## جستارهای همانند
- قرارداد ساده نامه‌رسانی